# Österrikes herrlandslag i fotboll

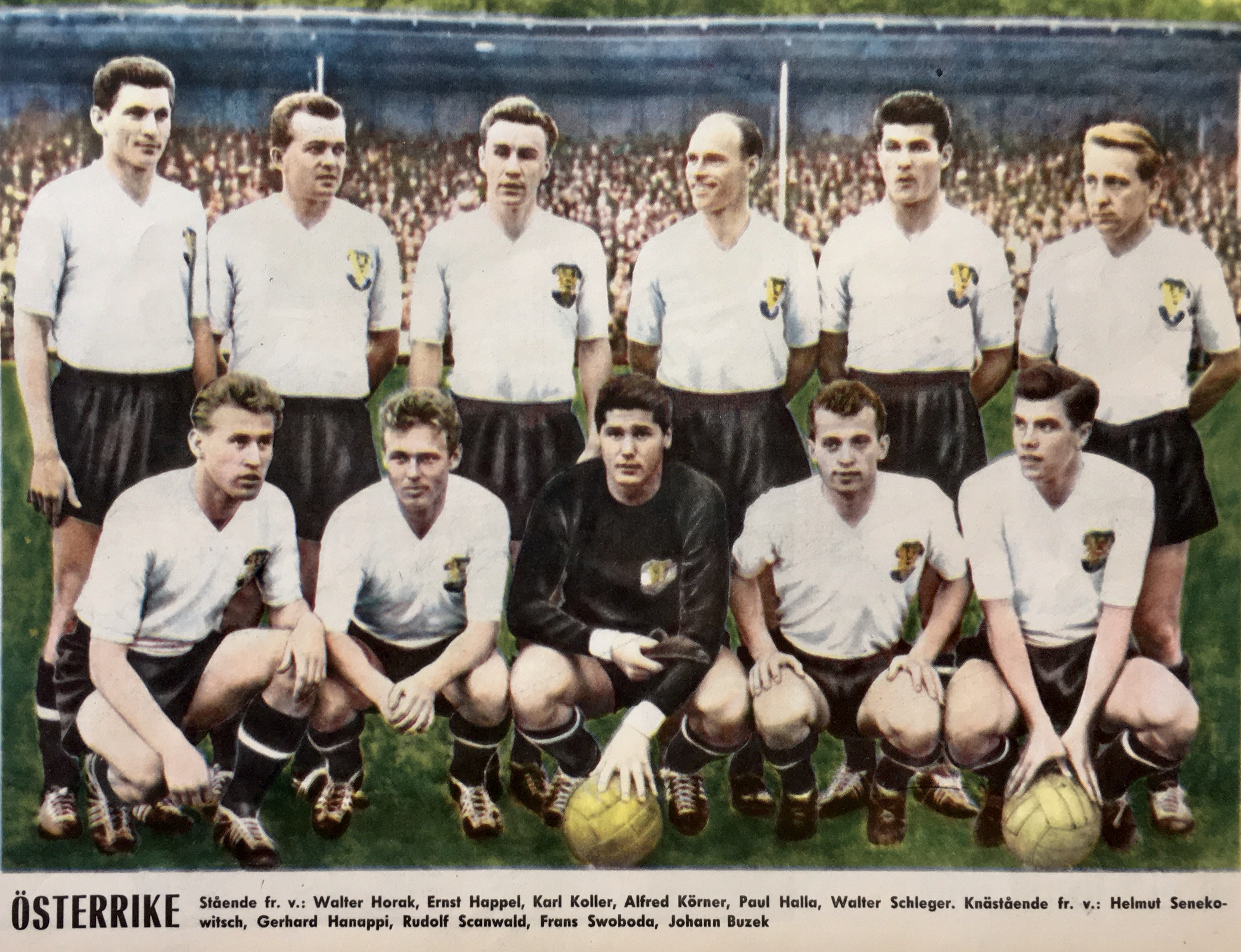
Österrikes landslag från 1958 med följande spelare – stående från vänster: Walter Horak, Ernst Happel, Karl Koller, Alfred Körner, Paul Halla, Walter Schleger; knästående från vänster: Helmut Senekowitsch, Gerhard Hanappi, Rudolf Szanwald, Franz Swoboda och Johann Buzek.

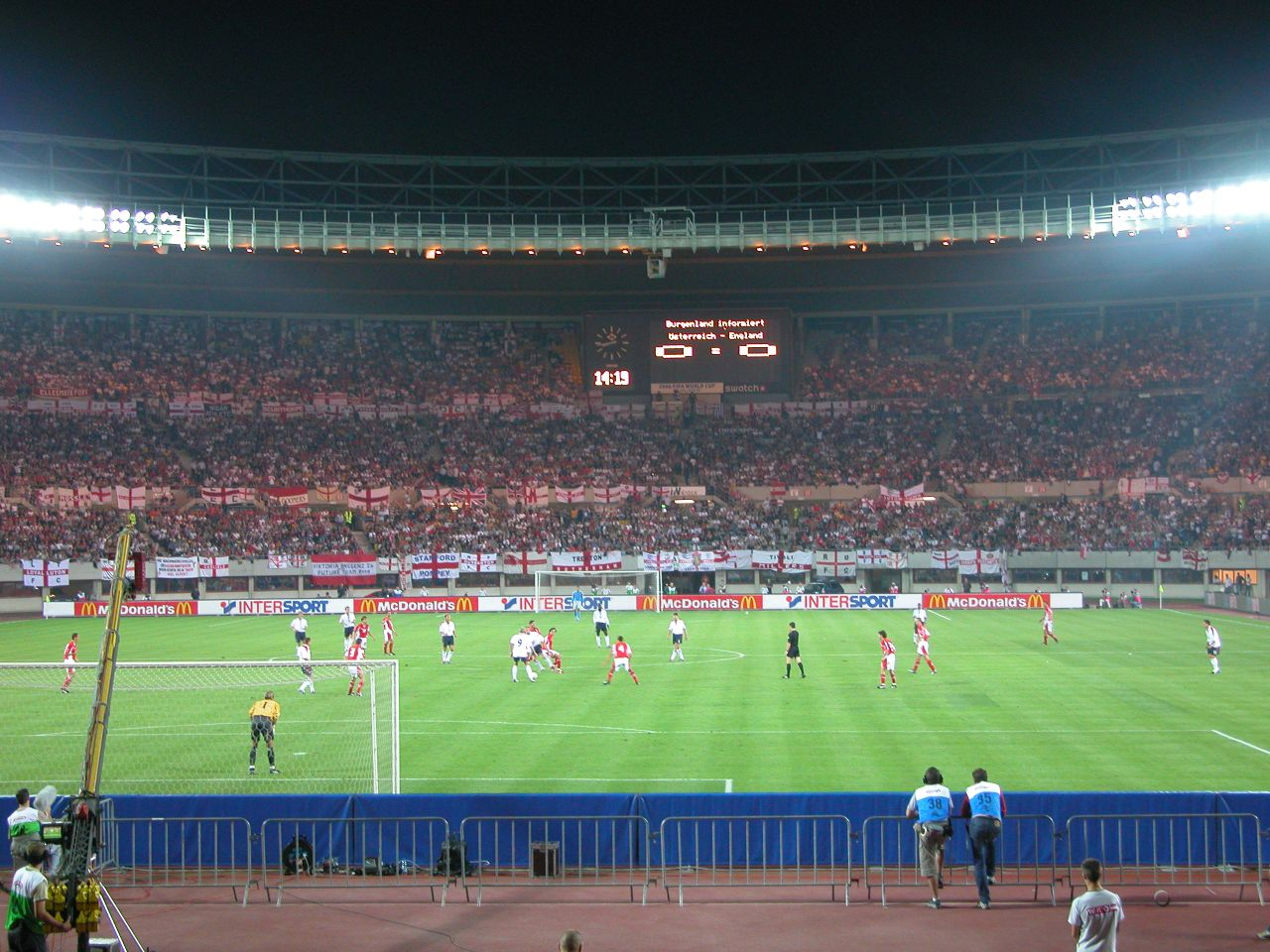
Österrike-England i Wien, september 2004.

Österrikes herrlandslag i fotboll (tyska: Österreichische Fußballnationalmannschaft) representerar Österrike i fotboll på herrsidan. Första landskampen spelades den 12 oktober 1902, då Ungern besegrades med 5-0 i Wien. Vid denna tid, mellan 1867 och 1918, befann sig Österrike och Ungern i union med varandra.
Österrike hade under mellankrigstiden ett av Europas bästa landslag, kallat Wunderteam. Efter andra världskriget har man deltagit flera gånger i VM med brons i Schweiz 1954 som bästa resultat.

## Historia

### Wunderteam
Österrike hade under mellankrigstiden ett av Europas bästa landslag. Laget spelade en teknisk fotboll med Matthias Sindelar som den störste spelaren. 1934 nådde man VM-semifinal men föll mot hemmalaget tillika de blivande världsmästarna Italien. Bronsmatchen förlorade man sedan mot det mer fysiskt spelande Tyskland. 1936 tog Österrikes OS-silver vid spelen i Berlin. Österrike förlorade finalen mot Italien med 1-2 efter förlängning.
Den politiska utvecklingen med Österrikes anslutning till Tyskland 1938 gjorde att Österrike inte längre hade ett landslag. De österrikiska spelare fick istället försöka ta en plats i det tyska laget. Många trodde att ett storlag skulle skapas men det blev tvärtom. De olika spelkulturerna kunde inte förenas och motsättningarna mellan tyskar och österrikare var tydliga. Laget åkte ut redan i första omgången i VM i Frankrike 1938.

### VM 1954
Österrikes comeback i de stora sammanhangen skedde 1954 då man gjorde sitt bästa VM någonsin. I de två gruppspelsmatcherna slog man Skottland med uddamålet och vann med hela 5-0 mot meriterade Tjeckoslovakien. Lagets stora skyttekung var Erich Probst som totalt gjorde sex mål och blev tvåa i VM:s skytteliga. En annan profil var Ernst Happel som senare skulle bli en av de mest framgångsrika tränarna. I kvartsfinalen blev det VM:s största målfest genom tiderna. Österrike och Schweiz spelade en rafflande match som slutade 7-5 till Österrike. I semifinalen kunde Österrike inte stå emot ett Västtyskland på uppåtgående - förlust med 1-6. I bronsmatchen kunde Österrike komma tillbaka i gammal god form och vann med 3-1 mot de regerande världsmästarna Uruguay.

### VM 1978
Österrike var länge utanför de stora mästerskapens slutspel men under 1970-talet började något hända. 1973 förlorade Österrike VM-platsen 1974 efter omspel i Gelsenkirchen mot Sverige. Österrike föll med 1-2 i en klassisk snömatch. Till VM i Argentina 1978 tog sig Österrike som gruppetta före DDR. I Argentina lyckades Österrike över all förväntan. Storstjärnan Hans Krankl och de andra slog Spanien (2-1) och Sverige (1-0) i de två inledande matcherna och tog sig vidare till nästa gruppspel. I den sista gruppspelsmatchen förlorade Österrike mot blivande bronsmedaljörerna Brasilien.
I det andra gruppspelet gick det sämre men det har ändå blivit väl ihågkommet. Österrike lyckades nämligen slå "storebror" Tyskland efter 47 års väntan. Matchen, som kom att kallas Debaklet i Cordoba i Tyskland (tyska Der Schmach von Cordoba), slutade med en smått sensationell 3-2-seger för Österrike efter två mål av Hans Krankl. Det är dock ingen tvekan om att Österrike hade ett betydligt mer "go" i laget än vad Västtyskland hade under denna turnering. I Österrike är matchen klassisk då "lillebror" äntligen fick besegra "storebror" och dessutom i VM. Trots segern kunde Österrike inte vara med och slåss om medaljerna. Laget kunde inte matcha blivande finalisterna Nederländerna och Italien. Nederländerna vann med hela 5-1 men så hade man ju också den österrikiske legendaren Ernst Happel som tränare. VM 1978 är fortfarande Österrikes största framgång i VM sedan VM-bronset 1954.

### VM 1982
Österrike var även med i VM 1982 och lyckades även den här gången att ta sig vidare från det första gruppspelet. Österrike vann mot Algeriet och Chile. I den sista matchen mötte man blivande finalisterna Västtyskland i en av historiens mest kända läggmatcher. Österrike och Västtyskland spelade resultatfotboll. Västtyskland vann med 1-0 vilket gjorde att både Västtyskland och Österrike kunde gå vidare på bekostnad av Algeriet på målskillnad. Österrike kunde sedan inte ta sig vidare från det andra gruppspelet. Man förlorade mot Frankrike (0-1) och fick nöja sig med 2-2 mot Nordirland. Det var enbart gruppsegraren som gick vidare till semifinal.

### VM 1990

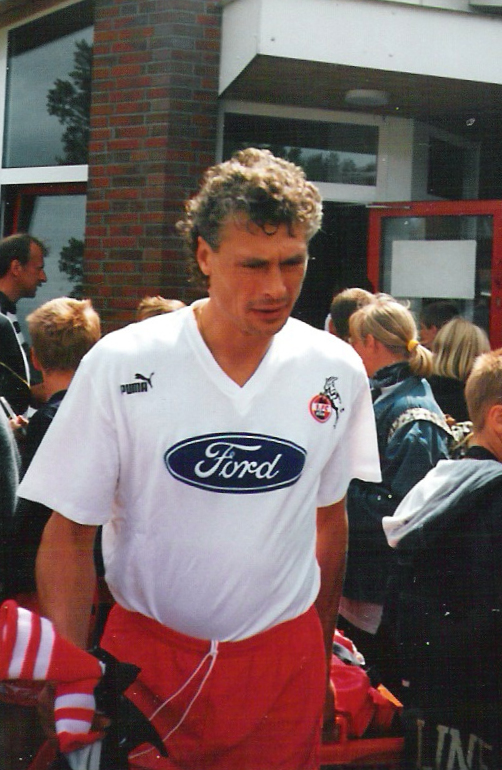
Toni Polster var under lång tid den stora profilen i landslaget.

1990 var Österrike tillbaka i VM och sedan 1982 hade ett nytt lag skapats med nya profiler med anfallaren och lagkaptenen Toni Polster i spetsen. Österrike hade en tuff första match mot hemmanationen och blivande bronsmedaljörerna Italien och förlorade med uddamålet. Österrike fick sig besegrade även av Tjeckoslovakien i den andra matchen också nu efter uddamålsförlust. Det hjälpte inte att Österrike vann den sista matchen mot USA - 2 poäng räckte inte för vidare avancemang i turneringen. En poäng hade räckt att gå vidare som en av de bästa grupptreorna.

### VM 1998
Österrike tog sig något överraskande till VM i Frankrike 1998. Man gick till VM som gruppetta efter att man bland annat slagit Sverige med 1-0 hemma i Wien. Österrikes comeback i de stora sammanhangen slutade med att man inte gick vidare från gruppspelet. Man spelade oavgjort i de två första matcherna efter kvitteringar på övertid men i den sista matchen förlorade man mot Italien (1-2). Österrikes mål kom även den här gången på övertid men räckte enbart till reducering genom Andreas Herzog och Österrike slutade trea i gruppen.

### EM 2008
Österrike hade inte lyckats kvalificera sig för de stora mästerskapen efter VM 1998. Man hade inte kunnat ta några tätplaceringar i sina kvalgrupper och det har bland annat att göra med tufft motstånd, man förlorade en EM-kvalmatch med 0-9 mot Spanien 1999. 1990 i kvalet till EM 1992 förlorade Österrike sensationellt mot Färöarna med 0-1. Till EM 2004 kvalade man till exempel i samma grupp som Nederländerna och Tjeckien. EM i fotboll 2008 som arrangeras tillsammans av Schweiz och Österrike blev Österrikes första EM-slutspel någonsin. Inför detta mästerskap hade 10 000 invånare i Österrike gått ihop med en namnlista om att landet borde lägga WO. Österrike gjorde dock ett helt ok EM men gick inte vidare. Man förlorade 0-1 mot Kroatien på straff. Mot blivande finalisterna Tyskland förlorade man med 0-1 också efter en mycket fin frispark av Michael Ballack. Österrike fick i alla fall nöja sig med en poäng, 1-1 mot Polen i andra gruppspelsmatchen då Österrike kvitterat på övertid med Ivica Vastić som målskytt och man slapp jumboplatsen i gruppen.

### 2010-talet
2010 placerade Österrike med Frankrike, Rumänien, Serbien, Litauen och Färöarna. Österrike gjorde ett bra kval och slutade trea i gruppen med bland annat 3-1 hemma mot Frankrike och 2-1 hemma mot Rumänien. Österrike var ändå sju poäng bakom tvåan Frankrike. Kvalspelet till både EM 2012 och VM 2014 gjorde Österrike relativt bra ifrån sig, utan att nå slutspel. I EM-kvalet 2016 briljerade Österrike i kvalet där även Sverige ingick. Österrike vann samtliga kvalmatcher förutom en pinne mot Sverige. Men väl i EM floppade Österrike. Österrike fick bara en poäng i mästerskapet genom oavgjort mot blivande mästarna Portugal. Man slutade därmed sist i gruppspelet. Kvalet till VM 2018 blev ett helt misslyckande då man hamnade fyra i sin grupp. 

## Nuvarande trupp
Följande spelare var uttagna till EM-kvalmatcherna mot Moldavien och Sverige den 7 och 12 september 2023.
Antalet landskamper och mål är korrekta per den 7 september 2023 efter matchen mot Moldavien.
| Nr | Pos. | Namn                  | Födelsedatum (ålder) | Matcher | Mål |           | Klubb                    |
| -- | ---- | --------------------- | -------------------- | ------- | --- | --------- | ------------------------ |
|    | MV   | Daniel Bachmann       | 9 juli 1994          | 14      | 0   | England   | Watford                  |
|    | MV   | Alexander Schlager    | 1 februari 1996      | 9       | 0   | Österrike | Red Bull Salzburg        |
|    | MV   | Niklas Hedl           | 17 mars 2001         | 1       | 0   | Österrike | Rapid Wien               |
|    |      |                       |                      |         |     |           |                          |
|    | F    | David Alaba           | 24 juni 1992         | 102     | 15  | Spanien   | Real Madrid              |
|    | F    | Stefan Posch          | 14 maj 1997          | 25      | 1   | Italien   | Bologna                  |
|    | F    | Maximilian Wöber      | 4 februari 1998      | 16      | 0   | Tyskland  | Borussia Mönchengladbach |
|    | F    | Kevin Danso           | 19 september 1998    | 14      | 0   | Frankrike | Lens                     |
|    | F    | Philipp Lienhart      | 11 juli 1996         | 14      | 0   | Tyskland  | SC Freiburg              |
|    | F    | Phillipp Mwene        | 29 januari 1994      | 7       | 0   | Tyskland  | Mainz 05                 |
|    | F    | David Schnegg         | 29 september 1998    | 1       | 0   | Österrike | Sturm Graz               |
|    | F    | Leopold Querfeld      | 20 december 2003     | 0       | 0   | Österrike | Rapid Wien               |
|    |      |                       |                      |         |     |           |                          |
|    | MF   | Marcel Sabitzer       | 17 mars 1994         | 72      | 14  | Tyskland  | Borussia Dortmund        |
|    | MF   | Florian Grillitsch    | 7 augusti 1995       | 37      | 1   | Tyskland  | 1899 Hoffenheim          |
|    | MF   | Xaver Schlager        | 28 september 1997    | 36      | 3   | Tyskland  | RB Leipzig               |
|    | MF   | Christoph Baumgartner | 1 augusti 1999       | 30      | 10  | Tyskland  | RB Leipzig               |
|    | MF   | Konrad Laimer         | 27 maj 1997          | 27      | 2   | Tyskland  | Bayern München           |
|    | MF   | Florian Kainz         | 24 oktober 1992      | 25      | 1   | Tyskland  | 1. FC Köln               |
|    | MF   | Nicolas Seiwald       | 4 maj 2001           | 15      | 0   | Tyskland  | RB Leipzig               |
|    | MF   | Dejan Ljubičić        | 8 oktober 1997       | 9       | 1   | Tyskland  | 1. FC Köln               |
|    | MF   | Patrick Wimmer        | 30 maj 2001          | 5       | 0   | Tyskland  | VfL Wolfsburg            |
|    | MF   | Matthias Seidl        | 24 januari 2001      | 0       | 0   | Österrike | Rapid Wien               |
|    |      |                       |                      |         |     |           |                          |
|    | A    | Marko Arnautović      | 19 april 1989        | 109     | 34  | Italien   | Inter                    |
|    | A    | Michael Gregoritsch   | 18 april 1994        | 48      | 11  | Tyskland  | SC Freiburg              |
|    | A    | Karim Onisiwo         | 17 mars 1992         | 23      | 1   | Tyskland  | Mainz 05                 |
|    | A    | Muhammed Cham         | 26 september 2000    | 1       | 0   | Frankrike | Clermont Foot            |

### Nyligen inkallade
Följande spelare har varit uttagna i landslaget de senaste 12 månaderna.
| Pos. | Namn                | Födelsedatum (ålder) | Matcher | Mål | Klubb                    | Senaste inkallelsen            |
| ---- | ------------------- | -------------------- | ------- | --- | ------------------------ | ------------------------------ |
| MV   | Patrick Pentz       | 2 januari 1997       | 4       | 0   | Brøndby                  | mot Sverige 20 juni 2023       |
| MV   | Heinz Lindner       | 17 juli 1990         | 36      | 0   | Sion                     | mot Estland 27 mars 2023       |
|      |                     |                      |         |     |                          |                                |
| F    | Flavius Daniliuc    | 27 april 2001        | 1       | 0   | Salernitana              | mot Belgien 17 juni 2023       |
| F    | Jonas Auer          | 5 augusti 2000       | 0       | 0   | Rapid Wien               | mot Estland 27 mars 2023       |
| F    | Andreas Ulmer       | 30 oktober 1985      | 32      | 0   | Red Bull Salzburg        | mot Azerbajdzjan 24 mars 2023  |
| F    | Gernot Trauner      | 25 mars 1992         | 10      | 1   | Feyenoord                | mot Azerbajdzjan 24 mars 2023  |
| F    | Stefan Lainer       | 27 augusti 1992      | 38      | 2   | Borussia Mönchengladbach | mot Kroatien 25 september 2022 |
| F    | Christopher Trimmel | 24 februari 1987     | 25      | 1   | Union Berlin             | mot Kroatien 25 september 2022 |
| F    | Marco Friedl        | 16 mars 1998         | 5       | 0   | Werder Bremen            | mot Kroatien 25 september 2022 |
|      |                     |                      |         |     |                          |                                |
| MF   | Romano Schmid       | 27 januari 2000      | 4       | 0   | Werder Bremen            | mot Estland 27 mars 2023       |
| MF   | Mathias Honsak      | 20 december 1996     | 0       | 0   | SV Darmstadt 98          | mot Azerbajdzjan 24 mars 2023  |
| MF   | Alexander Prass     | 26 maj 2001          | 1       | 0   | Sturm Graz               | mot Andorra 11 november 2022   |
|      |                     |                      |         |     |                          |                                |
| A    | Junior Adamu        | 6 juni 2001          | 6       | 0   | SC Freiburg              | mot Sverige 20 juni 2023       |
| A    | Manprit Sarkaria    | 26 augusti 1996      | 0       | 0   | Sturm Graz               | mot Belgien 17 juni 2023       |
| A    | Andreas Weimann     | 5 augusti 1991       | 21      | 1   | Bristol City             | mot Estland 27 mars 2023       |

## Kända spelare

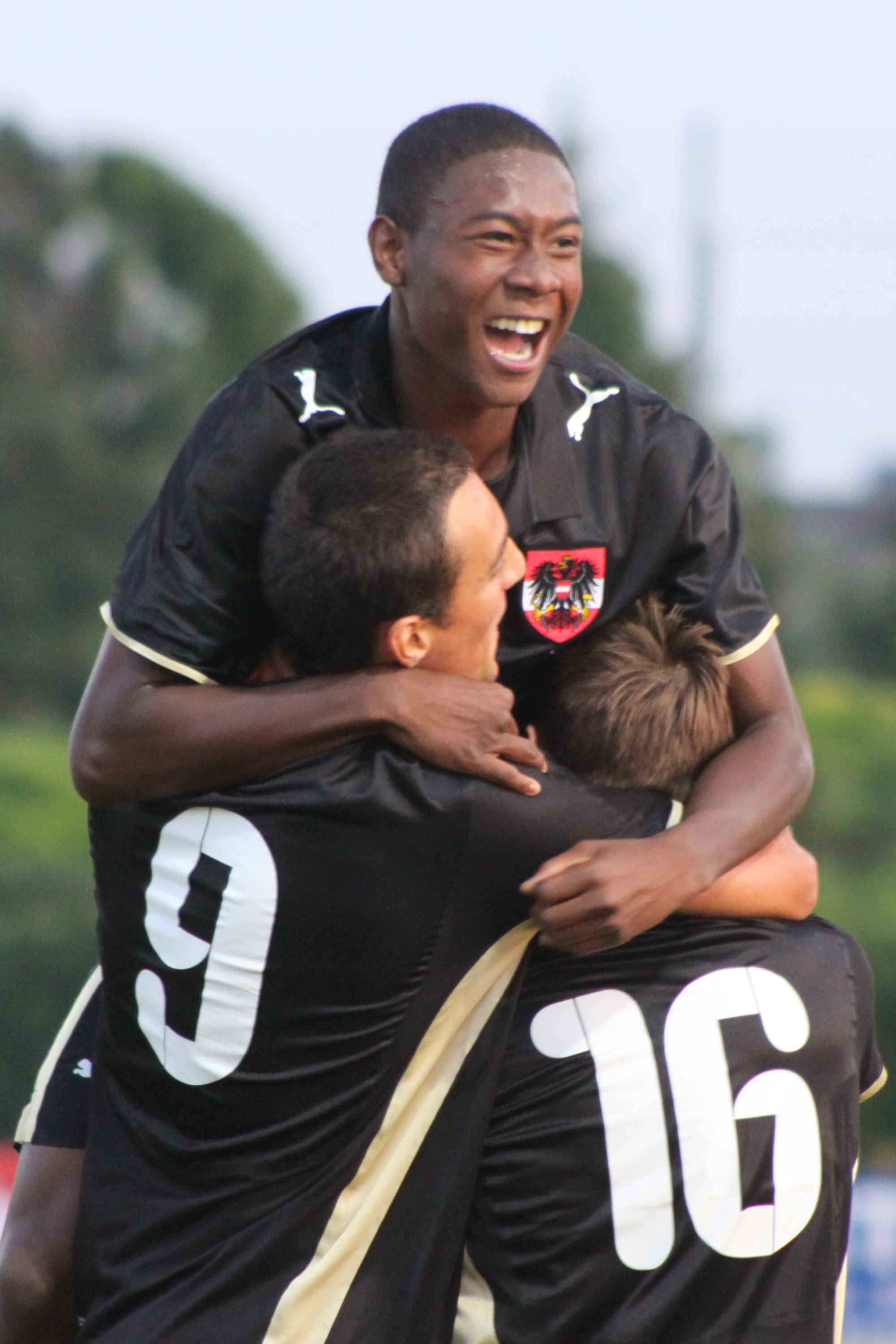
David Alaba.

- Ernst Happel
- Andreas Herzog
- Hans Krankl
- Bruno Pezzey
- Toni Polster
- Herbert Prohaska
- Matthias Sindelar
- Andreas Ivanschitz
- Ivica Vastić
- Helmut Köglberger
- Marko Arnautović
- David Alaba
- Hansi Buzek
- Kurt Schmied
- Franz Binder

## Förbundskaptener
Österrike har ofta bytt förbundskaptener. Hugo Meisl utgör ett undantag. Meisl var förbundskapten mellan 1919 och 1937 vilket gör honom till "rekordkapten" med råge.
| Namn                | Period     |
| ------------------- | ---------- |
| Leopold Stastny     | 1968–1975  |
| Branko Elsner       | 1975       |
| Helmut Senekowitsch | 1976–1978  |
| Karl Stotz          | 1978–1981  |
| Felix Latzke        | 1982       |
| Eric Hof            | 1982–1984  |
| Branko Elsner       | 1985–1987  |
| Josef Hickersberger | 1988–1990  |
| Alfred Riedl        | 1990–1991  |
| Ernst Happel        | 1992       |
| Dietmar Constantini | 1991, 1992 |
| Herbert Prohaska    | 1993–1999  |
| Otto Baric          | 1999–2001  |
| Hans Krankl         | 2002–2005  |
| Josef Hickersberger | 2006–2008  |
| Karel Brückner      | 2008–2009  |
| Dietmar Constantini | 2009–2011  |
| Marcel Koller       | 2011–2017  |
| Franco Foda         | 2018–2022  |
| Ralf Rangnick       | 2022–      |